# Аристарх Тегејски
Аристарх Тегејски (грч. Ἀρίσταρχος ὁ Τεγεάτης), (- --454. п. н. е.) је био хеленски књижевник из Тегеје савременик Софоклов и Еурипидов. Према Суиди живео је преко сто година. Написао је седамдесет трагедија и двапут победио у драмским надметањима. Плаут спомиње његову трагедију Ахилеј, коју је Еније превео, a поред ње познате су по наслову још две: Асклепије и Тантал.